# Berthoud
Berthoud és una població dels Estats Units a l'estat de Colorado. Segons el cens del 2000 tenia 4.839 habitants.

## Demografia
Segons el cens del 2000, Berthoud tenia 4.839 habitants, 1.821 habitatges, i 1.331 famílies. La densitat de població era de 470,6 habitants per km².
Dels 1.821 habitatges en un 42% hi vivien nens de menys de 18 anys, en un 60% hi vivien parelles casades, en un 9,4% dones solteres, i en un 26,9% no eren unitats familiars. En el 22,1% dels habitatges hi vivien persones soles el 7,9% de les quals corresponia a persones de 65 anys o més que vivien soles. El nombre mitjà de persones vivint en cada habitatge era de 2,65 i el nombre mitjà de persones que vivien en cada família era de 3,12.
Per edats la població es repartia de la següent manera: un 29,4% tenia menys de 18 anys, un 7% entre 18 i 24, un 33,7% entre 25 i 44, un 21,3% de 45 a 60 i un 8,6% 65 anys o més.
L'edat mediana era de 36 anys. Per cada 100 dones de 18 o més anys hi havia 96,7 homes.
La renda mediana per habitatge era de 52.672 $ i la renda mediana per família de 58.491 $. Els homes tenien una renda mediana de 43.676 $ mentre que les dones 29.861 $. La renda per capita de la població era de 25.037 $. Entorn de l'1,7% de les famílies i el 3,1% de la població estaven per davall del llindar de pobresa.

## Poblacions més properes
El següent diagrama mostra les poblacions més properes.